# The Messengers
The Messengers är en amerikansk thrillerfilm med övernaturliga inslag från 2007 regisserad av bröderna Pang och producerad av Sam Raimi.

## Handling
Jess (Kristen Stewart) och hennes familj flyttar mitt ut i ingenstans till ett gammalt hus för att starta om på nytt efter en bilolycka som fått hennes bror Ben (Evan Turner) att sluta prata. Jess bror börjar bete sig konstigt, och Jess börjar se konstiga saker och helt plötsligt flyger alla saker omkring i huset. Jess tar sin bror och springer ut och sen står allt på sin plats igen. Det är något konstigt med källaren men ingen tror på Jess och hennes bror talar inte. Hon försöker desperat få sin familj att flytta därifrån men de vill inte lyssna.
Jess mamma (Penelope Ann Miller) ser något läskigt och upprepar en historia som får John (John Corbett) att bli galen.
Jess mamma springer ner till källaren ihop med Ben, Jess är på väg hem med sin nya vän när John kommer fram och försöker få tag på Jess. Jess springer till källaren och går ner för trappan och hittar Ben och sin mamma.